# Junius Rusticus
Junius Rusticus (1. század - 2. század) római filozófus.

## Élete
A sztoikus filozófia követője, Marcus Aurelius tanítómestere volt. Tanítványa, miután császár lett, hálából magas tisztségekbe emelte. Munkái nem maradtak fenn, nem azonos Junius Arulenus Rusticusszal.